# ألكسندر برامبل
ألكسندر برامبل (بالإنجليزية: Alexander Bramble)‏ هو لاعب كرة قدم بريطاني في مركز الوسط، ولد في 13 يوليو 1984. شارك مع منتخب مونتسرات لكرة القدم.

## وصلات خارجية
- ألكسندر برامبل على موقع الاتحاد الدولي (مؤرشف)  (الإنجليزية)
- ألكسندر برامبل على موقع قاعدة بيانات كرة القدم.إي يو (الإنجليزية)
- ألكسندر برامبل على موقع ناشيونال فوتبول تيمز (الإنجليزية)